# Miesterhorst
Miesterhorst is een plaats en voormalige gemeente in de Duitse deelstaat Saksen-Anhalt en maakt als een van de 29 Ortschaften deel uit van de gemeente Gardelegen in de Landkreis Altmarkkreis Salzwedel.
Miesterhorst zelf telde begin 2022 605 inwoners. Het ligt in het uiterste westen van de gemeente Gardelegen. Tot de Ortschaft Miesterhorst behoort ook het gehucht  Taterberg (met begin 2022 16 inwoners).
Miesterhorst heeft een stationnetje aan de spoorlijn Berlijn - Lehrte. Het dorp ligt ook aan de oost-westverbinding Bundesstraße 188.
De dorpskerk dateert uit de 18e eeuw. De toren werd er in 1926 aangebouwd.
Algenstedt · Berge · Breitenfeld · Dannefeld · Estedt · Gardelegen Stadt · Hemstedt · Hottendorf · Jävenitz · Jeggau · Jerchel · Jeseritz · Kassieck · Kloster Neuendorf · Köckte · Letzlingen · Lindstedt · Mieste · Miesterhorst · Peckfitz · Potzehne · Roxförde · Sachau · Schenkenhorst · Seethen · Sichau · Solpke · Trüstedt · Wannefeld · Wiepke · Zichtau